# Kaurava

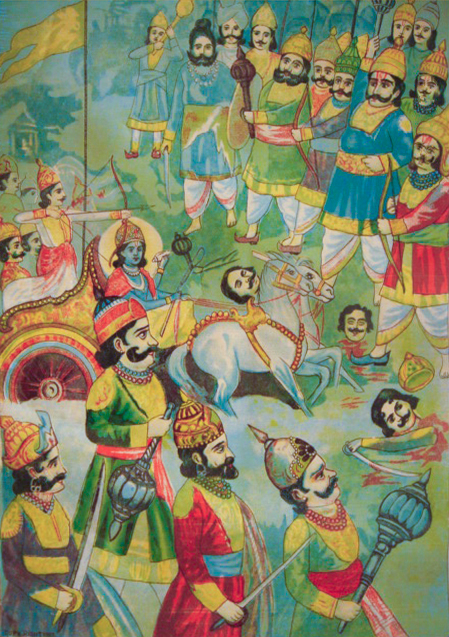
"Kaurava Pandava Yuddh", arte da bazar degli anni '20

Kaurava (in sanscrito कौरव) è un termine patronimico il cui significato è "discendente di Kuru", leggendario re e progenitore di buona parte dei personaggi del famoso poema epico indiano del Mahābhārata.
Nel poema, il termine lo si trova usato con due accezioni; una, più ampia, identifica tutti i discendenti di Kuru e quindi comprende anche i Pāṇḍava, figli di Pandu; l'altra, meno ampia, identifica solo la linea di discendenza maggiore e si restringe quindi ai soli figli del re Dhṛtarāṣṭra, fratello maggiore di Pandu, escludendo i cugini Pāṇḍava.
I figli del re Dhṛtarāṣṭra e della regina Gāndhārī sono conosciuti anche con il patronimico Dhārtarāṣṭra.